# Katsumi Horii
Katsumi Horii (堀井勝美, Horii Katsumi) (Tóquio, 15 de novembro de 1955) é um arranjador, produtor musical e compositor japonês. Várias de suas composições estão presentes em filmes, animes e seriados nipônicos. Doraemon e o Império Maia, Doraemon e os Deuses do Vento, MegaMan NT Warrior e Shinzo.
Em 1987 formou a banda de jazz fusion "Katsumi Horii Project", com muitos músicos de estúdio famosos, como Yoshihiro Naruse, Hirokuni Korekata, Masato Honda, Hidefumi Toki, Hiroyuki Namba e outros.

## Discografia
com o "Katsumi Horii Project"
- 1987 - Avenue Of Entertainment
- 1987 - Hot Is Cool
- 1988 - Ocean Drive
- 1989 - Front And Rear
- 1989 - The Way I Feel
- 1990 - Summer's
- 1991 - Sky Cruisin'
- 1993 - Lovers
- 1994 - Sunday Brunch
- 1995 - I Believe
- 1998 - Blue Waters